# 후쿠모리 아키토
후쿠모리 아키토(일본어: 福森 晃斗, 1992년 12월 16일 ~ )는 일본의 축구 선수이다.

## 구단 경력
그는 2011년부터 J리그의 가와사키 프론탈레, 홋카이도 콘사돌레 삿포로에서 뛰었다.